# Apteronotus
Apteronotus é um gênero de peixes-faca fracamente elétricos da família Apteronotidae, distinguido pela presença de uma pequena nadadeira caudal. Este gênero é restrito à América do Sul tropical e subtropical (bacias Amazônica, do Orinoco, do rio da Prata e do rio Magdalena, bem como rios no oeste da Colômbia e nas Guianas) e ao Panamá, onde é encontrado em uma ampla variedade de habitats de água doce. Eles se alimentam de pequenos animais.
Dependendo da espécie exata, eles atingem um comprimento total de cerca de 18 a 50 cm. Embora tenha sido afirmado que Apteronotus magdalenensis chega a 130 cm de comprimento, isso não é apoiado por estudos recentes e provavelmente é resultado de confusão com Sternopygus aequilabiatus. Os membros de Apteronotus se enquadram em três grupos de espécies com base em sua morfologia: o grupo Apteronotus albifrons tem um focinho arredondado e é preto ou marrom-escuro com uma faixa clara contrastante no topo da cabeça, e faixas na cauda e em sua base; o grupo Apteronotus leptorhynchus tem um focinho alongado e esguio (especialmente nos machos) e é marrom com uma faixa clara ao longo da cabeça e do dorso, e uma faixa na cauda; e o grupo Apteronotus bonapartii tem um focinho alongado (machos) ou arredondado (fêmeas) e é marrom ou cinza (capaz de alguma mudança de cor) com uma faixa clara na cauda. O último grupo não é aparentado aos dois primeiros e provavelmente precisará ser movido para outro gênero. Um estudo genético publicado em 2019 descobriu que o gênero é fortemente polifilético, com vários grupos que são bastante distantemente relacionados.

## Espécies
Apteronotus contém as seguintes espécies reconhecidas:
- Apteronotus acidops Triques, 2011
- Apteronotus albertoi Peixoto, Dutra, Datovo, Menezes & de Santana, 2021
- Apteronotus albifrons (Linnaeus, 1766) (Ituí-cavalo)
- Apteronotus anu de Santana & Vari, 2013
- Apteronotus apurensis Fernández-Yépez, 1968
- Apteronotus baniwa de Santana & Vari, 2013
- Apteronotus bonapartii (Castelnau, 1855)
- Apteronotus brasiliensis (J. T. Reinhardt, 1852)
- Apteronotus camposdapazi de Santana & Lehmann-A., 2006
- Apteronotus caudimaculosus de Santana 2003
- Apteronotus cuchillejo (Schultz [en], 1949)
- Apteronotus cuchillo Schultz, 1949
- Apteronotus ellisi (Alonso de Arámburu, 1957)
- Apteronotus eschmeyeri de Santana, , Maldenado-Ocampo, Severi & G. N. Mendes, 2004
- Apteronotus ferrarisi de Santana & Vari, 2013
- Apteronotus galvisi [en] de Santana, Maldonado-Ocampo & Crampton, 2007
- Apteronotus jurubidae (Fowler [en], 1944)
- Apteronotus leptorhynchus [en] (M. M. Ellis [en], )1912 (Ituí-fantasma-marrom)
- Apteronotus lindalvae de Santana & Cox Fernandes, 2012
- Apteronotus macrolepis (Steindachner, 1881)
- Apteronotus macrostomus (Fowler, 1943)
- Apteronotus magdalenensis (Miles, 1945)
- Apteronotus magoi de Santana, Castillo G. & Taphorn, 2006
- Apteronotus mariae (C. H. Eigenmann & Fisher, 1914)
- Apteronotus milesi de Santana & Maldonado-Ocampo, 2005
- Apteronotus paranaensis (Schindler [en], 1940)
- Apteronotus pemon de Santana & Vari, 2013
- Apteronotus quilombola Peixoto, Datovo, Menezes & de Santana, 2021
- Apteronotus rostratus [en] (Meek [en] & Hildebrand [en], 1913)
- Apteronotus spurrellii (Regan, 1914)